# Osborne Reynolds

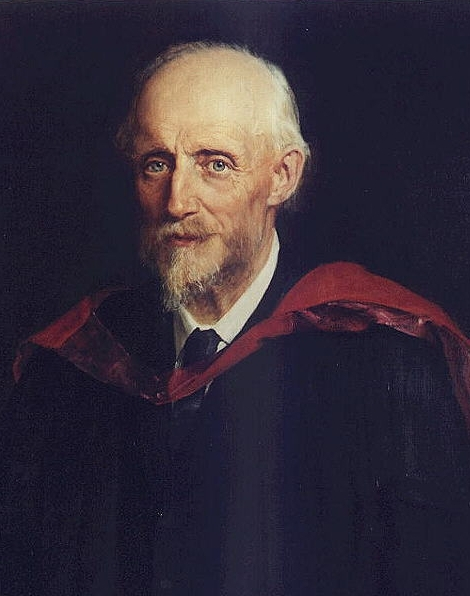
Osborne Reynolds

Osborne Reynolds (* 23. August 1842 in Belfast, Nordirland; † 21. Februar 1912 in Watchet in Somerset, England) war ein britischer Physiker. Nach ihm sind die Reynolds-Zahl, eine Kennzahl zur Beurteilung reibungsbehafteter Strömungsvorgänge und den Übergang zur Turbulenz, sowie die Reynolds-Gleichungen für turbulente Strömungen benannt.

## Leben
Reynolds war der Sohn eines Lehrers, der Schulleiter in Belfast (Collegiate School) und Dedham (Essex) war. Nach der Schule ging er 1861 als Lehrling in das Ingenieurbüro Edward Hayes. Er studierte am Queens’ College der Universität Cambridge Mathematik, wurde Siebter in den Tripos-Prüfungen und machte dort seinen Hochschulabschluss (M. A.) im Jahre 1867. Danach ging er in das Ingenieurbüro für Bauingenieurwesen John Lawson in London und arbeitete dort ein Jahr als Ingenieur. Im Jahre 1868 wurde er Professor für Civil and Mechanical Engineering am Owens College in Manchester, der späteren Universität Manchester (die erste Professur für Ingenieurwesen in Manchester und die zweite in England). Dort baute er die Whitworth Laboratories auf. Im Jahre 1905 trat er in den Ruhestand, nachdem er ab etwa 1900 unter gesundheitlichen Problemen litt.
Neben seinen Arbeiten zur Strömungsmechanik und Turbulenz ist er auch in der Bodenmechanik wegen einiger Aufsätze zur Dilatanz von Sand bekannt. Seine Arbeiten über Wärmetransport und Kondensation sowie über Turbinen fanden wichtige praktische Anwendung und er befasste sich mit Schmiermittelreibung (Reynolds-Gleichung). Anfangs befasste er sich auch mit Elektrizität und Magnetismus.
1877 wurde er als Mitglied („Fellow“) in die Royal Society aufgenommen, die ihm 1888 die Royal Medal verlieh. Er war Ehrendoktor der Universität Glasgow. Ein Krater auf dem Mars ist nach ihm benannt, ebenso die veraltete Maßeinheit Reyn.

## Schriften
- An experimental investigation of the circumstances which determine whether the motion of water shall be direct or sinuous, and of the law of resistance in parallel channels, Proc. Roy. Soc., Band 35, 1883, S. 84–99 (Turbulenz, Reynoldszahl)
- An experimental investigation of the circumstances which determine whether the motion of water shall be direct or sinuous and the law of resistance in parallel channels, Phil. Trans. R. Soc., Band 174, 1883, S. 935–982 (Turbulenz, Reynoldszahl).
- On the dynamical theory of incompressible viscous fluids and the determination of the criterion, Phil. Trans. R. Soc. A, Band 186, 1895, S. 123–164
- Sewer gas, and how to keep it out of houses, a handbook on house drainage. MacMillan & Co., London 1872.
- Papers on Mechanical and Physical Subjects. Vol. 1: 1869–1882. University Press, Cambridge 1900.
- Papers on Mechanical and Physical Subjects. Vol. 2: 1881–1900. University Press, Cambridge 1901.
- Papers on Mechanical and Physical Subjects. Vol. 3: The submechanis of The Universe. University Press, Cambridge 1903.
- mit Nicolaus Petrow, Arnold Sommerfeld, Ludwig Hopf: Abhandlungen über die hydrodynamische Theorie der Schmiermittelreibung. Akademische Verlagsgesellschaft, Leipzig 1927.